# 振老站

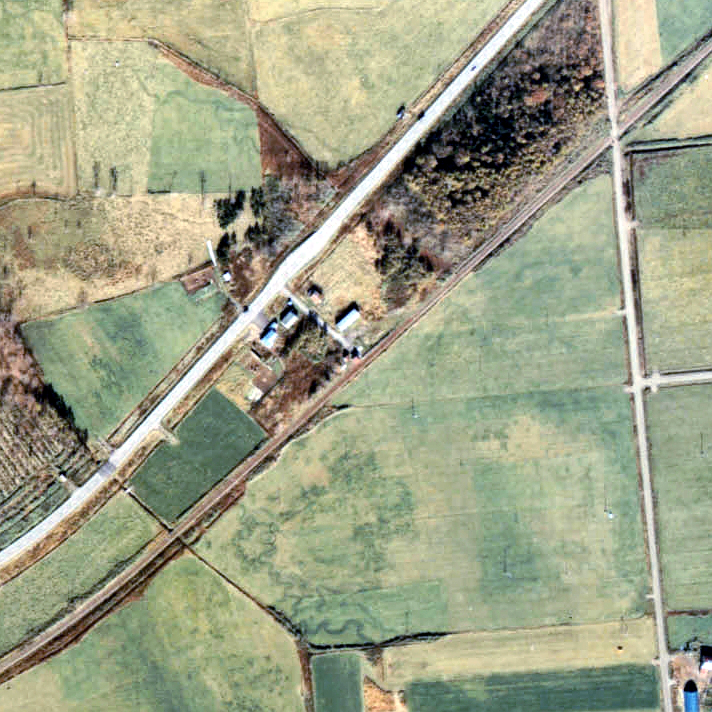
1977年的振老站與方圓約500米範圍。右上方是幌延方向。此站設有1面1線的單式月台。月台位於靠近幌延一方。車站大樓為一個簡單結構。

振老站（日语：／ Furaoi eki */?）是位於北海道天鹽郡天鹽町字下佐呂別，日本國有鐵道（國鐵）的羽幌線車站（廢站）。隨著羽幌線廢線，車站在1987年（昭和62年）3月30日廢除。
部分普通列車通過此站（在1986年（昭和61年）11月1日時間表修正（廢除前的時間表），上下行各有1班列車通過。

## 歷史
- 1935年（昭和10年）6月30日 - 鐵道省天鹽線幌延站至天鹽站之間開通，當時為一般車站。
- 1949年（昭和24年）6月1日 - 日本國有鐵道成立，成為日本國有鐵道車站。
- 1958年（昭和33年）10月18日 - 天鹽線編入羽幌線，羽幌線全線開通，成為羽幌線的車站。
- 1970年（昭和45年）9月7日 - 結束貨物、行李處理，成為無人車站。
- 1987年（昭和62年）3月30日 - 羽幌線全線廢除，此站也廢除。

## 車站構造
截至車站廢除前，車站是一座地面車站，設有1面1線的單式月台。月台位於路軌北邊（幌延方向的列車會開啟左邊車門）。
此站是無人車站。在有人車站時代還有車站大樓。與力晝站、更岸站和北川口站屬同款大樓，都是膠囊型車站大樓。車站大樓位於站內西邊，與月台南邊設有通道。

## 站名的由來
車站名稱取自地名。地名的阿伊努語是「フラウェンイ（hura-wen-i）」，其意思為氣味不好的地方（是指河流），或是「フラオイ（hura-oi）」，其意思是有一種氣味（是指河川）。

## 車站周邊
- 國道232號（日语：国道232号）（天賣国道/日本海奧羅龍線（日语：日本海オロロンライン））
- 天鹽川

## 現況
截至2001年（平成13年），站內設施和路軌均已經撤走。截至2010年（平成22年）也是同樣。變成一個空地。
另外，截至2011年（平成23年），於車站附近，在沼澤上的橋樑還存在。

## 相鄰車站
日本國有鐵道
羽幌線
北川口－振老－（作返臨時乘降場）－幌延
曾經在此站至北川口站之間曾經設有西振老臨時乘降場（日语：／），在1956年（昭和31年）5月1日啟用，在1970年（昭和45年）9月7日廢除。

## 注腳
1. ↑  時刻表《JNR編集 時刻表 1987年4月号》（弘濟出版社，1987年4月發行）JR新聞13頁。
2. 1 2  書籍《北海道の鉄道廃線跡》（著：本久公洋，北海道新聞社，2011年9月發行）221、224頁。
3. 1 2  書籍《国鉄全線各駅停車1 北海道690駅》（小學館，1983年7月發行）203頁。
4. ↑  山田秀三. . アイヌ語地名の研究　山田秀三著作集　別巻 2. 浦安市: 草風館. 2018-11-30: 140. ISBN 978-4-88323-114-0 （日语）.
5. ↑   第1版. 札幌市: 日本國有鐵道北海道總局. 1973-03-25: 111. ASIN B000J9RBUY （日语）.
6. ↑  本多 貢. 児玉 芳明 , 编. . 札幌市: 北海道新聞社. 1995-01-25: 80  [2018-10-16]. ISBN 4893637606. OCLC 40491505 （日语）.
7. ↑  書籍《鉄道廃線跡を歩くVIII》（JTB出版，2001年8月發行）38頁。
8. ↑  書籍《新 鉄道廃線跡を歩く1 北海道・北東北編》（JTB出版，2010年4月發行）46頁。